# Sundown (Teksas)
Sundown je grad u američkoj saveznoj državi Teksas. Prema popisu stanovništva iz 2010. u njemu je živjelo 1.397 stanovnika.